# Gonda Shūichi
Gonda Shūichi (権田 修一 (Quyền Điền Tu Nhất) Gonda Shūichi, sinh ngày 3 tháng 3 năm 1989) là cầu thủ bóng đá chuyên nghiệp người Nhật Bản thi đấu ở vị trí thủ môn cho câu lạc bộ Shimizu S-Pulse tại J1 League và Đội tuyển bóng đá quốc gia Nhật Bản. Anh đại diện Nhật Bản tại Thế vận hội Mùa hè 2012.

## Sự nghiệp
Gonda đã có 244 lần ra sân trong tất cả các giải đấu cho câu lạc bộ J1 League FC Tokyo từ năm 2007 đến năm 2016. Trong thời gian đó, anh đã giành được bốn danh hiệu với Tokyo và hai danh hiệu cùng đội tuyển quốc gia Nhật Bản. Anh đã có 32 lần ra sân ở các cấp độ trẻ khác nhau cho Nhật Bản. Sau 9 năm thi đấu trong màu áo FC Tokyo, Gonda rời bóng đá Nhật Bản lần đầu tiên vào ngày 9 tháng 1 năm 2016 khi anh đồng ý gia nhập đội bóng Giải hạng Nhì Áo SV Horn theo dạng cho mượn đến ngày 31 tháng 12 năm 2016.

## Thống kê sự nghiệp

### Quốc tế
Tính đến ngày 5 tháng 12 năm 2022.
| Đội tuyển quốc gia | Năm       | Trận | Bàn |
| ------------------ | --------- | ---- | --- |
| Nhật Bản           | 2010      | 1    | 0   |
| Nhật Bản           | 2013      | 1    | 0   |
| Nhật Bản           | 2015      | 1    | 0   |
| Nhật Bản           | 2018      | 2    | 0   |
| Nhật Bản           | 2019      | 11   | 0   |
| Nhật Bản           | 2020      | 2    | 0   |
| Nhật Bản           | 2021      | 10   | 0   |
| Nhật Bản           | 2022      | 10   | 0   |
| Tổng cộng          | Tổng cộng | 38   | 0   |

## Danh hiệu

### Câu lạc bộ
F.C. Tokyo
- J.League Hạng 2: 2011
- Cúp Hoàng đế Nhật Bản: 2011
- J.League Cup: 2009
- Suruga Bank Championship: 2010

### Nhật Bản
- Cúp bóng đá châu Á: 2011, Á quân 2019
- Cúp bóng đá Đông Á: 2013